# Gli indiani/La gallina
Gli indiani/La gallina è il secondo singolo del duo italiano Cochi & Renato, pubblicato nel 1966.

## Descrizione
Il secondo singolo di Cochi e Renato segna il passaggio dall'etichetta discografica Jolly Hi-Fi Records alla Bluebell Records. Il disco presenta come primo titolo Gli indiani e come secondo La gallina sulla copertina, mentre le tracce sono invertite sul disco, cosicché risulta primo il brano La gallina e secondo Gli indiani.
Come autore dei due brani viene accreditato il solo Enzo Jannacci, mentre le edizioni successive del brano presentano come coautori anche gli stessi Cochi Ponzoni e Renato Pozzetto.
Gli indiani verrà incluso in un album solamente alcuni anni dopo, comparendo tra le tracce de Il poeta e il contadino nel 1973. Verrà inoltre incluso nella raccolta ...Le canzoni intelligenti del 2000.
La gallina verrà pubblicata in differenti versioni nelle uscite discografiche successive: il live del 1969 Una serata con Cochi & Renato, l'album del 1973 Il poeta e il contadino e quello post-reunion del 2007 Finché c'è la salute, ancora come retro del singolo Ufficio facce del 1972 e nuovamente nel promo La gallina del 1974. Il brano verrà inoltre inserito in numerose raccolte del gruppo e compilation di artisti vari.
Il disco è stato pubblicato nel 1967 dall'etichetta discografica Bluebell Records in una sola edizione, in formato 7", con numero di catalogo BB 3195.

## Tracce
1. Gli indiani (Enzo Jannacci)
2. La gallina (Enzo Jannacci)

## Crediti
- Cochi Ponzoni - voce, chitarra
- Renato Pozzetto - voce, chitarra

## Edizioni
- 1967 - Gli indiani/La gallina (Bluebell Records, BB 3195, 7")